# باب النافعة (سور جدة)
باب النافعة أحد أبواب سور جدة الثمانية، يقع باب مكة في منطقة جدة التاريخية وسط مدينة جدة غرب المملكة العربية السعودية، يعد باب النافعة أول بوابات السور من جهة الغرب من ناحية الجنوب ولكنه ليس أقدمهما، موقعه في الجزء الجنوبي من موقع برج المحمل المواجه لمركز المحمل التجاري على شارع الملك عبد العزيز، وكان معبرا للعاملين في البنط والبحر وجلهم من سكان حارة البحر وحارة اليمن.